# Piedra del Sol
La Piedra del Sol, también llamada Calendario Azteca o el Sol Azteca, es un disco monolítico de basalto de olivino con inscripciones alusivas a la cosmogonía mexica y los cultos solares. La razón de su otro nombre es que incluye en sus inscripciones la cuenta de los días, las eras y aspectos calendáricos. Mide 3.60 m de diámetro por 122 cm de grosor y pesa más de veinticuatro toneladas.
Las interpretaciones sobre la función y el significado de este monolito son diversas entre especialistas desde su redescubrimiento en el siglo XVIII.Se ha especulado que en algún momento, a fines del siglo XV fue una plataforma de combate gladiatorio (temalácatl), involucrado en la festividad mexica Tlacaxipehualiztli.
Sobre este monolito están descritos los movimientos de los astros y algunos ciclos en donde los meses duran veinte días, los años dieciocho meses y los siglos cincuenta y dos años.
La escultura tiene un estado de conservación estable, sin embargo su coloración original se fue perdiendo por los siglos de exposición a la intemperie. Además, por la parte central, presenta daños por múltiples impactos de bala los cuales han desfigurado el rostro central.
Se dispone de algunos datos  para rastrear tentativamente su historia desde el momento de su construcción. A principios del siglo XVI, Hernando Alvarado Tezozomoc, nieto del emperador Moctezuma II y bisnieto de Axayácatl, contó en Crónica Mexicáyotl cómo su bisabuelo mandó esculpir en aquella piedra «las figuras de los meses y años, días y semanas con tanta curiosidad que era cosa de ver». Ocurrió en 1479, cuatro décadas antes del desembarco de Hernán Cortés en Veracruz. Alvarado Tezozomoc explica que, en aquel año, cincuenta mil hombres de diversos pueblos cercanos a Tenochtitlan extrajeron el gigantesco bloque «de una gran peña de la falda de la sierra grande de Cuyacan», la movieron «con sogas gruesas y carretoncillos» y la tallaron con pedernales «recios y agudos» a las órdenes de un artista, cuyo nombre, al parecer, era Técpal.[cita requerida]

## Historia
El monolito fue tallado en el Período Posclásico mesoamericano, entre los años 1250 y 1521 d. C. No existen indicios claros sobre el año exacto de la talla y la autoría, aunque existen ciertas referencias a la construcción de un enorme bloque de piedra por los mexicas en su última etapa de esplendor. Según Diego Durán el huey tlatoani Axayácatl: «también estaba ocupado en labrar la piedra famosa y grande, muy labrada donde estaban esculpidas las figuras de los meses y años, días 21 y semanas». Por su parte Juan de Torquemada describió en su Monarquía Indiana, cómo Moctezuma Xocoyotzin ordenó que trajeran una gran roca desde Tenanitla, hoy San Ángel, hasta Tenochtitlan, pero en el camino cayó en el puente del barrio de Xoloco.
La roca madre de la que fue extraído proviene del volcán Xitle, y pudo ser obtenida de San Ángel o Xochimilco. El geólogo Ezequiel Ordóñez en 1893 determinó tal origen y la dictaminó como basalto de olivino. Probablemente fue embarcada desde 22 kilómetros hasta el centro de México-Tenochtitlan.
Tras la conquista, fue trasladado hacia el exterior del Templo Mayor, hasta el oeste del entonces Palacio Virreinal y la Acequia Real, en donde permaneció descubierto, con el relieve hacia arriba durante muchos años. Según el mismo Durán, fue durante el cargo de Alonso de Montúfar como arzobispo cuando él ordenó enterrar la Piedra del Sol para que «se perdiese la memoria del antiguo sacrificio que allí se hacía».

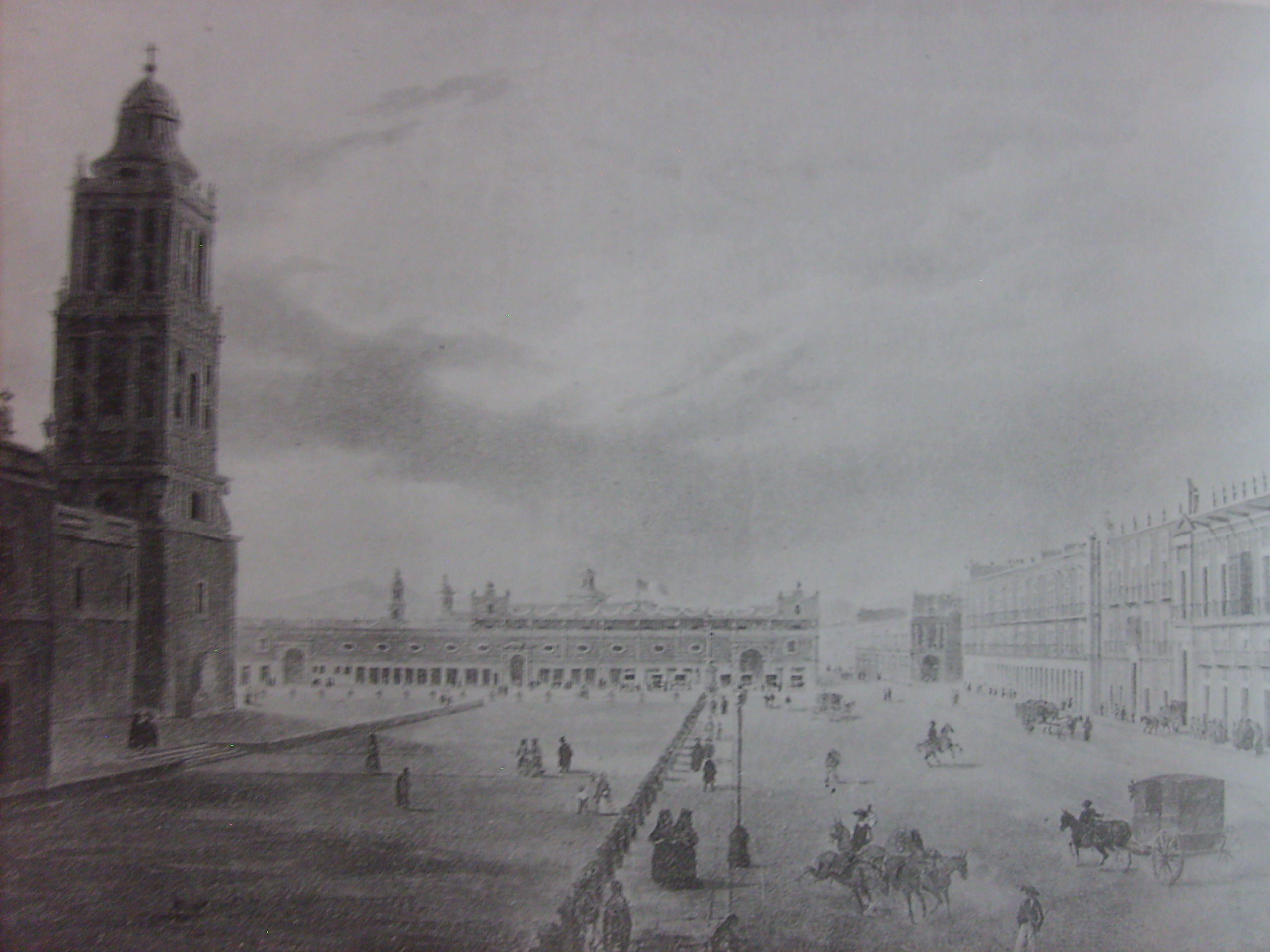
Plaza Mayor de México, pintura de Pedro Gualdi realizada hacia 1850. Adosada al costado de la torre de la Catedral se aprecia la Piedra del Sol, que estuvo ahí desde 1790, fecha en que fue descubierta.

Hacia finales del siglo XVIII, el virrey Juan Vicente de Güemes, II Conde de Revilla Gigedo, inició una serie de reformas urbanas en la capital de la Nueva España. Una de ellas fue la construcción de nuevas calles y la destrucción de ciertas áreas de la ciudad, mediante la destrucción de canales y chinampas. En el caso de la entonces llamada Plaza Mayor, se construyeron atarjeas, se niveló el piso y se remodelaron áreas. Fue José Damián Ortiz de Castro, constructor mayor de las obras urbanas ejecutadas, quien informó del hallazgo de la Piedra del Sol el 17 de diciembre de 1790. El monolito fue hallado a media vara del suelo (unos cuarenta centímetros) y a sesenta metros al poniente de la segunda puerta del palacio virreinal, y sacado de la tierra con un «aparejo real a doble polea». Al sitio de hallazgo acudió Antonio de León y Gama a observar y dictaminar el origen y significado del monumento hallado. Según Chavero, fue este último quien le dio el nombre de Calendario Azteca, creyéndolo como un objeto de consulta público. León y Gama lo narró de esta forma:

[…] Con ocasión del nuevo empedrado, estándose rebajado el piso de la Plaza, el día 17 de diciembre del mismo año, 1790, se descubrió á sola media vara de profundidad, y en distancia de 80 al Poniente de la misma Segunda puerta del Real Palacio, y 37 al norte del Portal de las Flores, la segunda Piedra, por la superficie posterior de ella, &.
León y Gama, citado por Chavero

El propio Gama intercedió ante el canónigo de la Catedral, José Uribe, con el fin de que el monolito hallado no volviera a ser enterrado por su presunto origen pagano, por el cual casi dos siglos antes había sido sepultado. Gama argumentó que en países como Italia era mucho lo que se invertía en rescatar y mostrar públicamente monumentos del pasado. Es de destacar que, por el espíritu de la época, se hicieran esfuerzos por exhibir en un sitio público el monolito y además se promoviera su estudio. Gama defendería en sus escritos el valor artístico de la piedra del sol, ante argumentos de autores como George-Louis Buffón, quienes no daban relevancia a los nacidos en el continente americano, incluido su talento artístico.

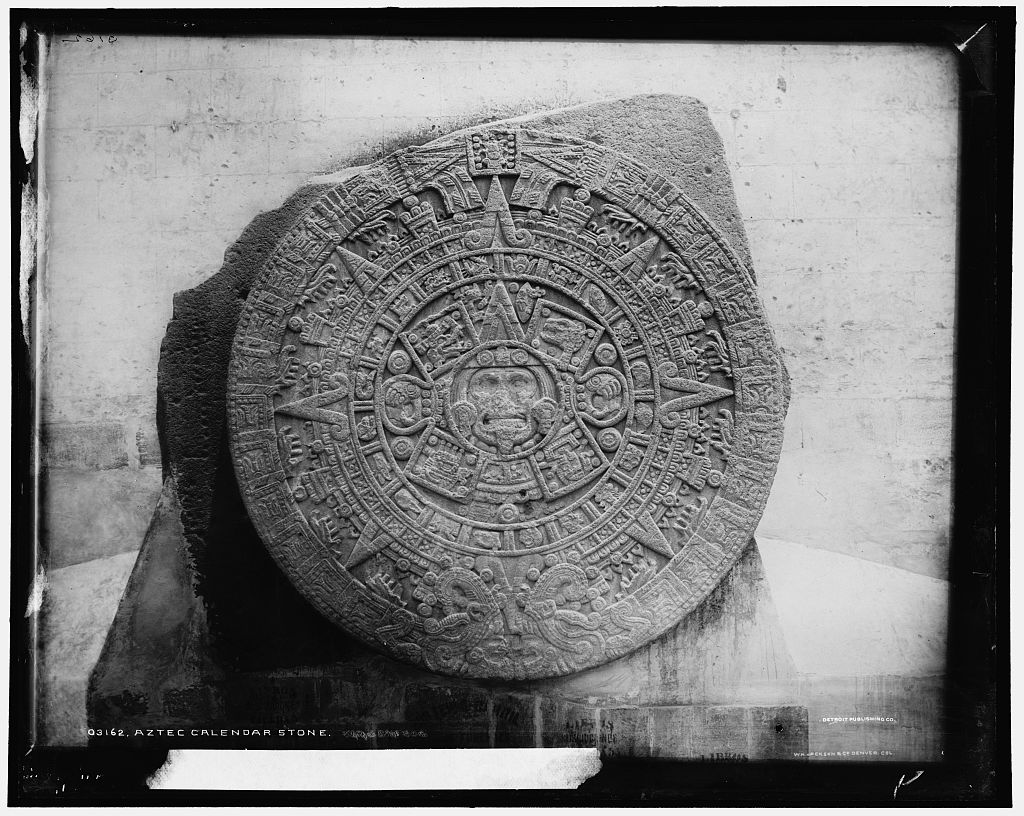
Imagen de la piedra cuando se encontraba en la Catedral.

El monolito fue colocado a un costado de la torre poniente de la catedral Metropolitana el 2 de julio de 1791. Ahí la observaron, entre otros, Alexander von Humboldt, quien realizó diversos estudios sobre su iconografía. Durante la Invasión estadounidense en México los soldados del Ejército de los Estados Unidos que ocuparon la plaza usaron la Piedra del Sol para tiro al blanco.
En agosto de 1885 fue trasladada a la Galería de Monolitos del Museo Nacional (Antigua Casa de Moneda) de la calle Moneda, por iniciativa del doctor Jesús Sánchez, director del mismo. Por documentos de la época se sabe de la animadversión popular que causó el "encierro" de un referente público de la ciudad.
En 1964 fue trasladada al Museo Nacional de Antropología e Historia, donde preside la Sala Mexica de dicho museo y está inscrita en diversas monedas mexicanas.
Antes del descubrimiento del monolito de Tlaltecuhtli, dios-diosa de la tierra, con sus 4 por 3,57 metros de altura, la Piedra del Sol se consideraba el más grande monolito mexica conocido.

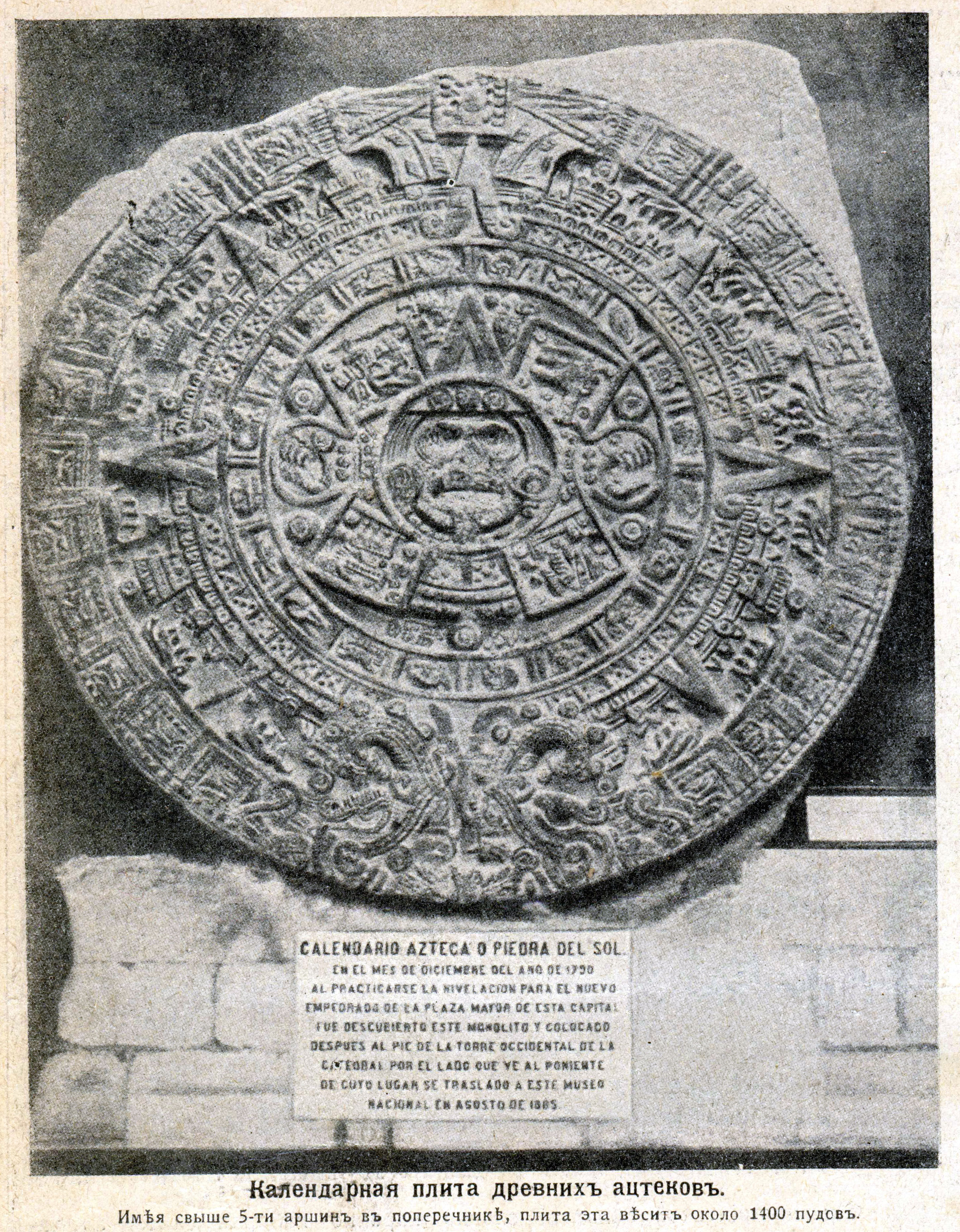
La Piedra del Sol como era exhibida en el Museo Nacional. Foto de 1915.
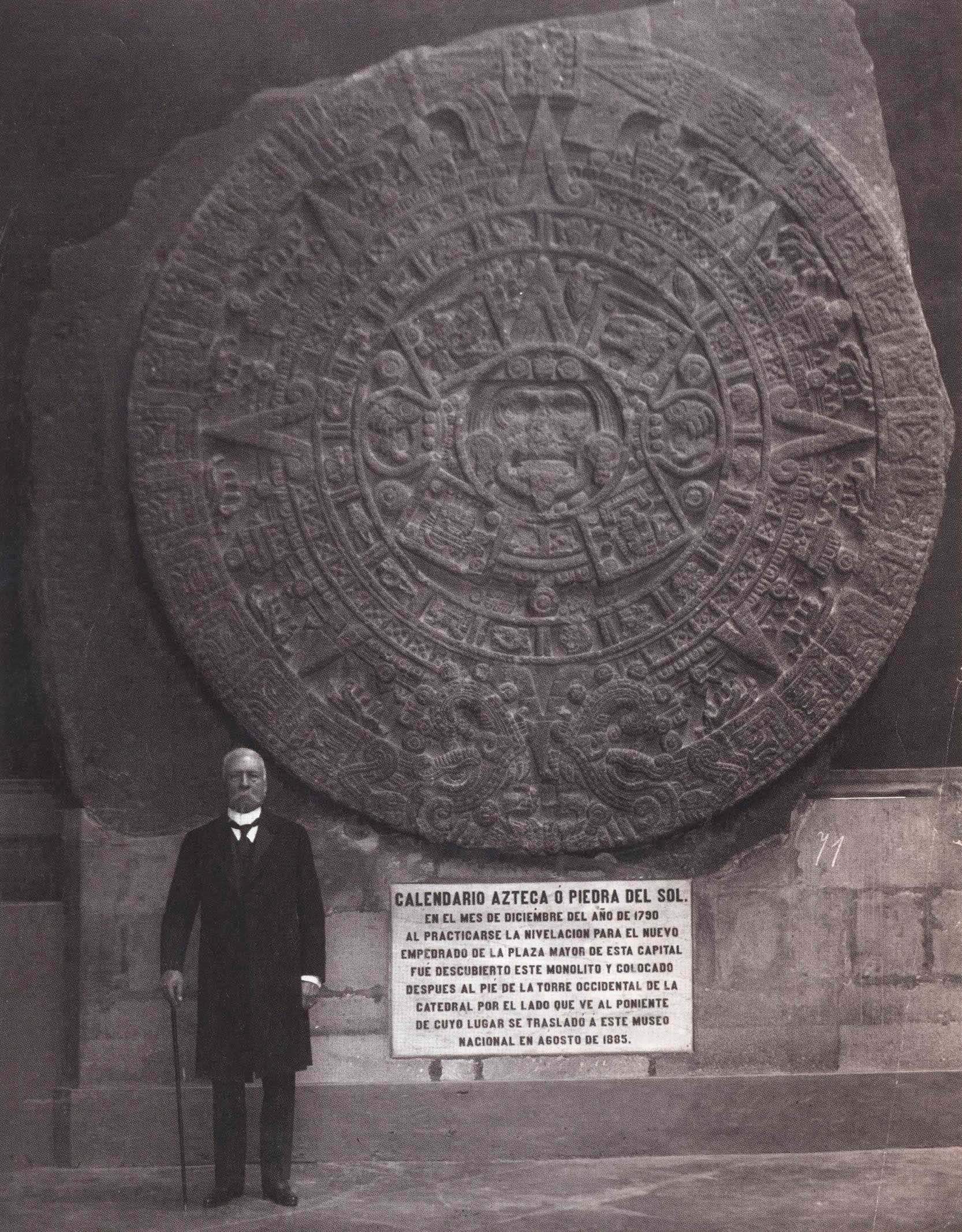
Fotografía de 1910 de la Piedra del Sol con Porfirio Díaz.
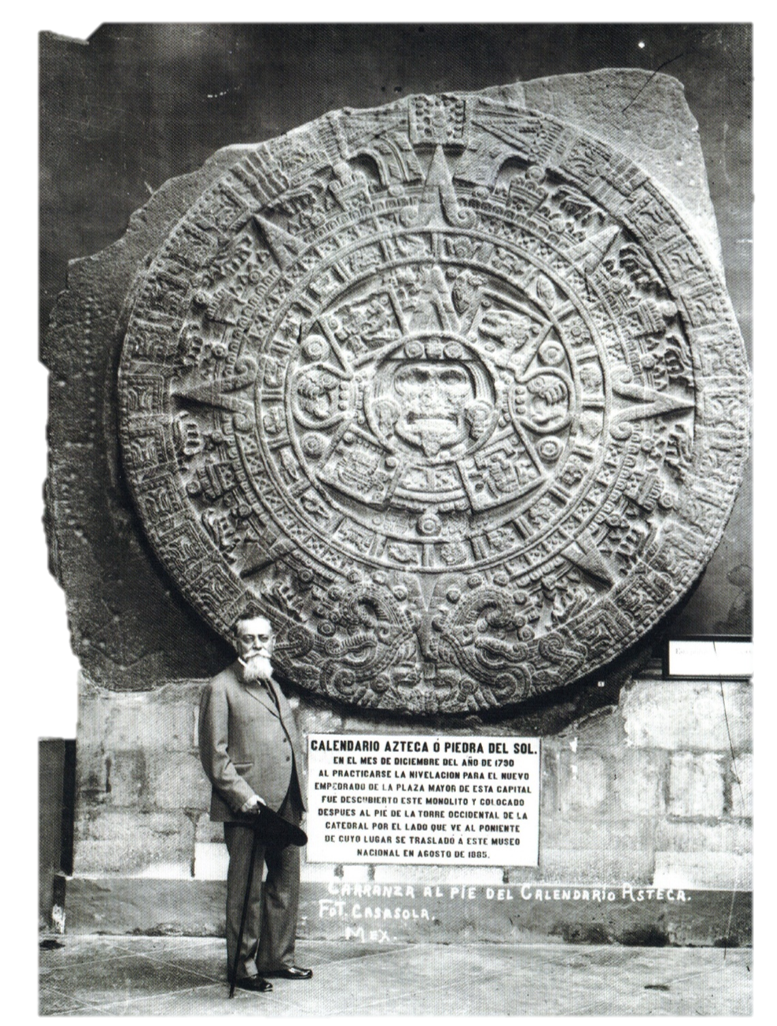
Fotografía de 1917 de la Piedra del Sol con Venustiano Carranza.

## Descripción
Los motivos escultóricos que cubren su superficie parecen ser un resumen de la compleja cosmogonía mexica.
Representan al centro a Tonatíuh (sol), dentro del símbolo Ollin (movimiento permanente de toda materia), que en este caso, representa la heliosfera 'olintonatíuh'
Arriba Ikisauayankayotl Tonatíuh(eclíptica)
A los lados Xiukoatl(serpientes de fuego o meteoritos)
Dentro de los 4 cuadros que lo rodean, encontramos los planetas clásicos.

### Disco central

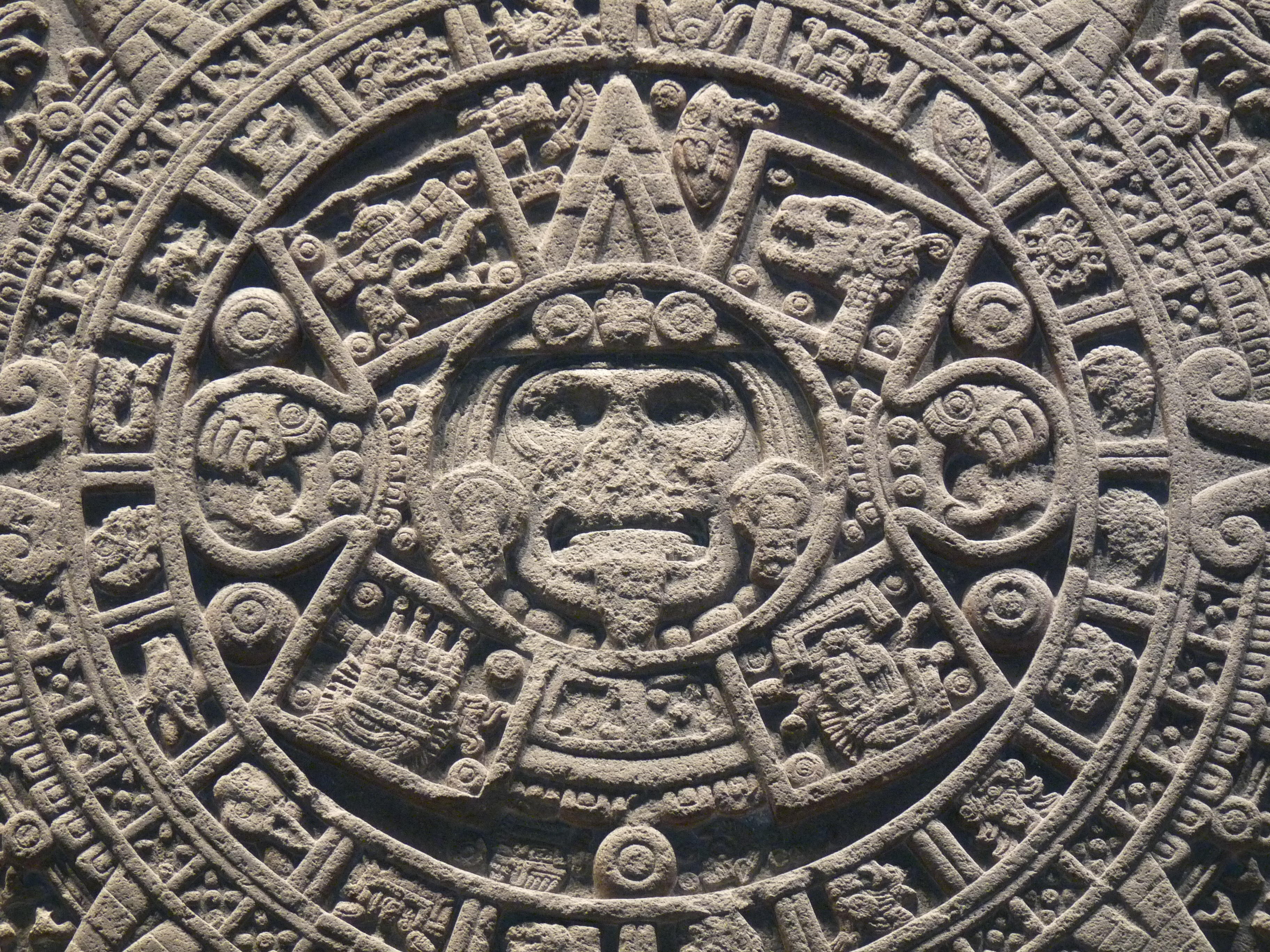
Detalle de los dos primeros círculos del monolito.

Según algunos investigadores como Hermann Beyer y Alfonso Caso, en el centro del monolito se encuentra el rostro del dios solar Tonatiuh dentro del glifo "movimiento"  (Ollin), un cuchillo sacrificatorio de piedra (Tecpatl) representa su lengua. Además en cada mano, sus garras apresan un corazón humano y su lengua está representada como un cuchillo de pedernal.
En opinión de Caso:

Se ve en medio del disco el rostro de Tonatiuh, y a los lados sus manos armadas de garras de águila que estrujan los corazones humanos, porque el sol es concebido por los aztecas como un águila que por las mañanas, al ascender al cielo, se llama Cuauhtlehuánitl, "el águila que asciende", y por la tarde se llama Cuauhtémoc, "el águila que cayó", nombre del último e infortunado emperador azteca".
Alfonso Caso, "El pueblo del sol"

Los investigadores Carlos Navarrete y Doris Haydn, por su parte, propusieron en 1974 que representa a Tlaltecuhtli.
En el centro de la escultura se tienen dos serpientes o Xiukoatl con un círculo abajo y otro arriba sumando cuatro, el cual es el 4-Ollin el cual identifica al Quinto Sol, de donde nacerá el hombre náhuatl que será hecho del maíz, esto se encuentra en La leyenda de los Soles y en los Anales de Cuauhtitlan los cuales forman el Códice Chimalpopoca, que describe:

El nombre de este Sol es nao ollin (4 movimiento). Este ya es de nosotros, de los que hoy vivimos. Esta es su señal, la que aquí está, porque cayó en el fuego de el Sol en el horno divino de Teotihuacan. Fue el mismo Sol de Topiltzin (nuestro hijo) de Tollan, de Quetzalcoatl
página 5.

#### Las cuatro eras
Los cuatro cuadrados que rodean la deidad central representan los anteriores cuatro soles que antecedieron al actual Quinto Sol.
- En el cuadrado superior derecho se representa el 4 Jaguar, día que, tras 676 años, la primera era acabó al surgir de las entrañas de la tierra, monstruos que devoraron a la gente.
- A su izquierda, está 4 Viento que recuerda que tras 364 años, vientos huracanados sacudieron la tierra e hicieron que los que no pereciesen se convirtiesen en monos.
- Bajo este, 4 Lluvia. Este mundo duró 312 años y los que vivieron en él, perecieron o se volvieron guajolotes tras una lluvia de fuego.
- En el cuadrado inferior derecho se encuentra 4 Agua, antesala de nuestro mundo, que duró 676 años y acabó cuando los que lo habitaron murieron aprisionados por las aguas y se transformaron en peces.

La duración de las eras está expresada en años, aunque hay que observarlas a través del prisma del tiempo azteca. De hecho lo común a las cifras 676, 364 y 312 es que son múltiplos de 52, y 52 años es la duración de 1 siglo azteca, y por eso expresan una cantidad determinada de siglos aztecas. De ese modo, 676 años son 13 siglos aztecas; 364 años son 7, y 312 años son 6 siglos aztecas. La secuencia es 13, 7, 6 y 13 (y también 7 más 6 es 13). En total son 39 siglos aztecas, que es múltiplo de 13, o sea 13+13+13. También los 52 años de un siglo azteca es múltiplo de 13. Así son 13+13+13 siglos aztecas de 13+13+13+13 años cada uno, y por tanto el total de años de 39 siglos aztecas, que es 2028 años, es 13 x 156.
También, 312 años (6 siglos aztecas) pueden referirse a un ciclo maya, y pueden ser años mayas o Haab de 365 días sin el resto 0,2422. Así 312 años haab (311,8 años naturales) son 113 880 días en los que sincronizan el Tzolkin (260 días x 438), el ciclo sinódico de Venus (584 días x 195) y el ciclo sinódico de Marte (780 días x 146).

#### Puntos cardinales
Además el disco central contiene los solsticios y equinoccios ya que en la cosmovisión nahuaka no existen los puntos cardinales occidentales, solo el giro o dirección del planeta (ikisaya).

### Primer anillo

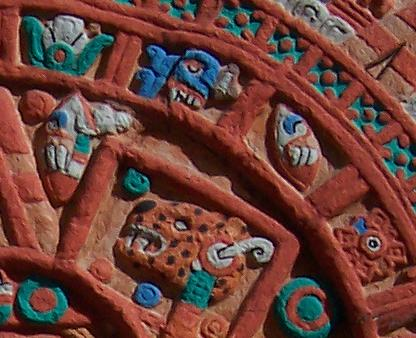
Signos Ollin, Tecpátl, Quiahuitl y Xochitl. (falso color, orden antihorario).

La siguiente corona la forman los pictogramas de los veinte días bautizados del calendario sagrado azteca, Tonalpohualli en sentido antihorario. Estos veinte días se iban combinando con trece números hasta que se formaba un año sagrado de doscientos sesenta días.
Estos son: Cipáctli, Ehecátl, Káli, Cuetzpálin, Coátl, Miquiztli, Mazátl, Tochtli, Atl, Itzcuintli, Ozomátli, Malináli, Akátl, Ocelotl, Cuauhtli, Cozcaquauhtli, Olin, Tecpátl, Quiahuítl y Xochítl.
Lo forman veinte partes iguales con figuras que representan los días del mes Azteca. Este anillo está representado en el aro exterior de las monedas de 2 pesos, aunque en ella se muestran solo 10 días. En la parte superior de la moneda, justo en el centro está Xochitl (flor) que es el día 20. Los otros símbolos son: pedernal, movimiento, águila, jaguar, caña, agua, muerte, serpiente y casa.
| Imagen | Nombre nahuatl | Pronunciación | Traducción                                         |
| ------ | -------------- | ------------- | -------------------------------------------------- |
|        | Cipactli       | [sipaktɬi]    | Cocodrilo Lagarto Caimán Monstruo cocodrilo Dragón |
|        | Ehēcatl        | [eʔeːkatɬ]    | Viento                                             |
|        | Calli          | [kaɬːi]       | Casa                                               |
|        | Cuetzpalin     | [kʷetspalin̥]  | Lagarto                                            |
|        | Cōātl          | [kʊːwaːtɬ]    | Serpiente                                          |
|        | Miquiztli      | [mikistɬi]    | Muerte                                             |
|        | Mazātl         | [masaːtɬ]     | Venado                                             |
|        | Tōchtli        | [toːtʃtɬi]    | Conejo                                             |
|        | Ātl            | [aːtɬ]        | Agua                                               |
|        | Itzcuīntli     | [itskʷi:n̥tɬi] | Perro                                              |

| Imagen | Nombre náhuatl | Pronunciación    | Traducción     |
| ------ | -------------- | ---------------- | -------------- |
|        | Ozomahtli      | [osomaʔtɬi]      | Mono           |
|        | Malīnalli      | [maliːnaɬːi]     | Pasto          |
|        | Ācatl          | [aːkatɬ]         | Carrizo        |
|        | Ocēlōtl        | [oseːloːtɬ]      | Ocelote Jaguar |
|        | Cuāuhtli       | [kʷaːʍtɬi]       | Águila         |
|        | Cōzcacuāuhtli  | [koːskakʷaːʍtɬi] | Buitre         |
|        | Ōlin           | [ʊ:lin̥]          | Movimiento     |
|        | Tecpatl        | [tekpatɬ]        | Obsidiana      |
|        | Quiyahuitl     | [kijawitɬ]       | Lluvia         |
|        | Xōchitl        | [ʃoːtʃitɬ]       | Flor           |

### Segundo anillo
La segunda corona contiene varias secciones cuadradas, en cada sección que contiene cinco puntos se creen estar representadas las semanas de cinco días. Hay también ocho ángulos que dividen la piedra en ocho.

### Tercer anillo
En el extremo inferior de la piedra, se abren las fauces de dos Xiuhcóatl ("serpientes  de fuego"), que rodean y enmarcan la piedra y llevan al dios por el firmamento, uno frente a otra. Sus cuerpos están divididos en secciones que podrían símbolizar llamas. Estas secciones podrían representar cincuenta y dos ciclos anuales: el siglo mexica consistió en 52 años (cada correspondencia entre el principio del año civil con el sagrado, de 365 y 260 días, respectivamente). Toda vez que concluía un ciclo de 52 años se celebraba la ceremonia del Fuego Nuevo.
En la parte superior del monolito, un cuadrado tallado entre las colas de las serpientes representa la fecha Matlactli Yei-Ácatl ("13-carrizo"). Esto se supone que corresponde a 1479, el año en el que se celebró el Fuego Nuevo durante el reinado de Axayácatl, y a la vez, el año en que este calendario fue labrado.
En el canto de la piedra, hay ocho relieves equidistantes, representando diversas constelaciones.

## Numismática

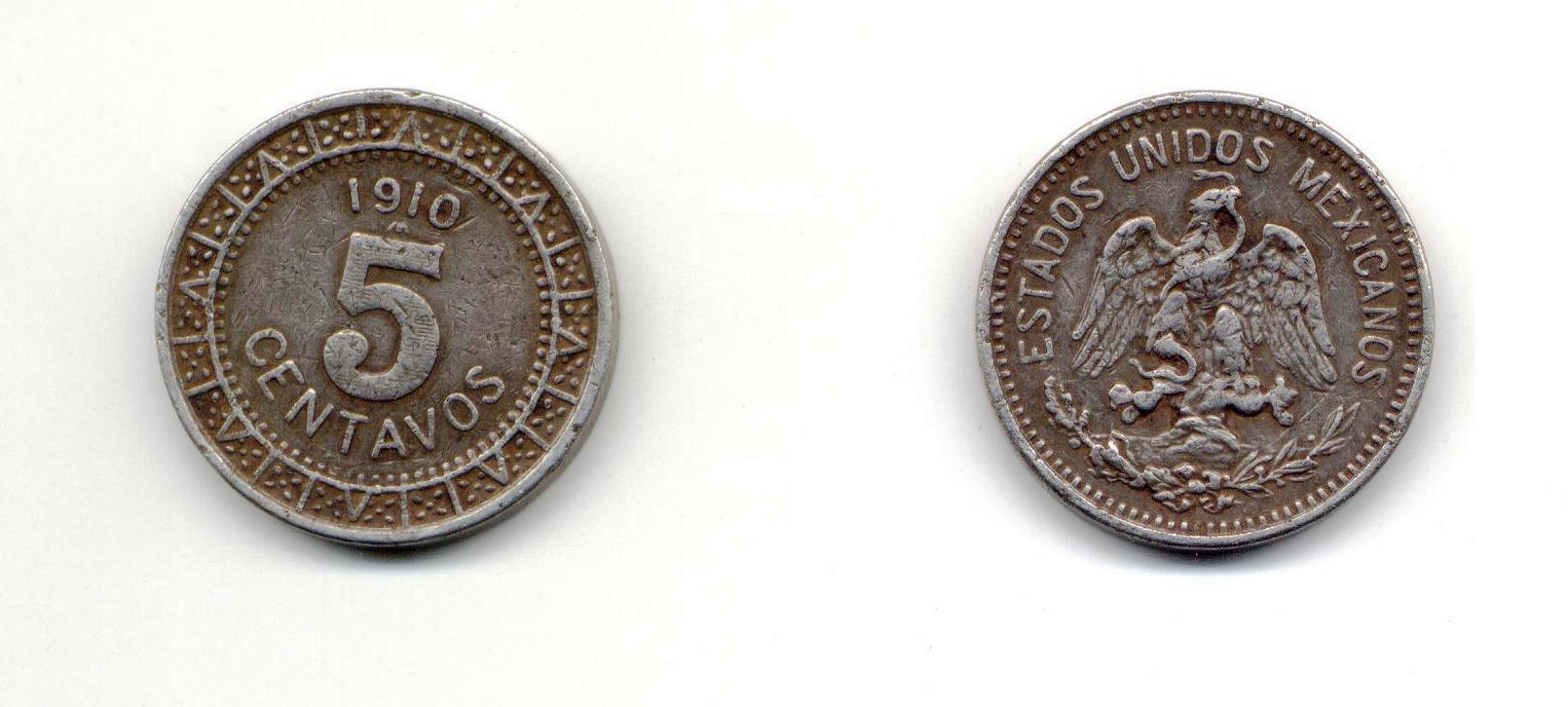
Moneda de 5 centavos con motivos alusivos al tercer anillo de la piedra del sol.

Diversas partes de la piedra del sol se han hecho presentes en los anversos de monedas de diversas denominaciones acuñadas en México:
- La moneda de 5 centavos acuñada en níquel entre 1905 y 1914 llevaba una estilización parcial de los rayos solares del anillo del resplandor paralelo al borde de la pieza.
- La moneda de 5 centavos acuñada en níquel entre 1936 y 1942 llevaba una estilización parcial de los rayos solares del anillo del resplandor paralelo al borde de la pieza.
- La moneda de 10 centavos acuñada en níquel entre 1936 y 1946 llevaba una estilización parcial de los rayos solares del anillo del resplandor paralelo al borde de la pieza.
- La moneda de 5 centavos acuñada en acero inoxidable entre 1992 y 2002 llevaba una estilización parcial de los rayos solares del anillo de quincunces paralelo al pentágono inscrito en la pieza.[16]
- La moneda de 10 centavos acuñada en acero inoxidable entre 1992 y 2002 llevaba una estilización parcial de los rayos solares del anillo paralelo al pentágono inscrito en la pieza. A partir de 2002 se acuñaron monedas de menor tamaño pero con el mismo diseño.[17]
- La moneda de 20 centavos acuñada en bronce-aluminio entre 1992 y 2002 llevaba una estilización parcial del anillo de la aceptación paralelo al pentágono inscrito en la pieza. A partir de 2002 se acuñaron monedas de menor tamaño pero con el mismo diseño y en acero inoxidable.[18]
- La moneda de 50 centavos acuñada en bronce-aluminio entre 1992 y 2002 llevaba una estilización parcial del ácatl (13º día) paralelo al pentágono inscrito en la pieza. A partir de 2002 se acuñaron monedas de menor tamaño pero con el mismo diseño y en acero inoxidable.[19]
- La moneda de 1 peso bimetálica (centro de bronce-aluminio y anillo de acero inoxidable) acuñada desde 1992 lleva una estilización parcial del anillo de resplandor paralelo al borde de la pieza.[20]
- La moneda de 2 pesos bimetálica (centro de bronce-aluminio y anillo de acero inoxidable) acuñada desde 1992 lleva una estilización parcial del anillo de días paralelo al borde de la pieza.[21]
- La moneda de 5 pesos bimetálica (centro de bronce-aluminio y anillo de acero inoxidable) acuñada desde 1992 lleva una estilización parcial del anillo de serpientes paralelo al borde de la pieza.[22]
- La moneda de 10 pesos bimetálica (centro de cuproníquel y anillo de bronce-aluminio) acuñada desde 1992 lleva una estilización parcial del disco central en el centro de la pieza.[23]
- La moneda de 500 pesos (valor facial) acuñada en oro acuñada entre 1985 y 1986 con motivo de la Copa Mundial de Fútbol de 1986 lleva una estilización del disco completo tras la silueta de un jugador de fútbol.
- La moneda de oro de 20 pesos (1919-1959) ostenta la piedra del sol en su integridad.
- La moneda de $100 de un kilo de plata, acuñada a partir de 2007, también ostentando la piedra del sol íntergramente.